# ハッチ賞
ハッチ賞（はっちしょう、Hutch Award）は、メジャーリーグベースボールの賞。ファイティングスピリットと競争意識を持ち、逆境を跳ね除けてファンに勇気を与えた選手に贈られる。
1964年に癌で死去したフレッド・ハッチンソンの功績と彼のファイティングスピリットを称えて、翌1965年に制定された。ハッチンソンはデトロイト・タイガースで投手としてプレーした後、メジャー3球団で監督を務めていた。同賞の受賞者には、受賞の翌年1月に彼の生まれ故郷であるシアトルのT-モバイル・パークで表彰式が催される。

## 受賞者一覧
| 年度   | 選手                       | 英語名           | チーム                         |
| ------ | -------------------------- | ---------------- | ------------------------------ |
| 1965年 | ミッキー・マントル         | Mickey Mantle    | ニューヨーク・ヤンキース       |
| 1966年 | サンディ・コーファックス   | Sandy Koufax     | ロサンゼルス・ドジャース       |
| 1967年 | カール・ヤストレムスキー   | Carl Yastrzemski | ボストン・レッドソックス       |
| 1968年 | ピート・ローズ             | Pete Rose        | シンシナティ・レッズ           |
| 1969年 | アル・ケーライン           | Al Kaline        | デトロイト・タイガース         |
| 1970年 | トニー・コニグリアロ       | Tony Conigliaro  | ボストン・レッドソックス       |
| 1971年 | ジョー・トーリ             | Joe Torre        | セントルイス・カージナルス     |
| 1972年 | ボビー・トーラン           | Bobby Tolan      | シンシナティ・レッズ           |
| 1973年 | ジョン・ヒラー             | John Hiller      | デトロイト・タイガース         |
| 1974年 | ダニー・トンプソン         | Danny Thompson   | ミネソタ・ツインズ             |
| 1975年 | ゲイリー・ノーラン         | Gary Nolan       | シンシナティ・レッズ           |
| 1976年 | トミー・ジョン             | Tommy John       | ロサンゼルス・ドジャース       |
| 1977年 | ウィリー・マッコビー       | Willie McCovey   | サンフランシスコ・ジャイアンツ |
| 1978年 | ウィリー・スタージェル     | Willie Stargell  | ピッツバーグ・パイレーツ       |
| 1979年 | ルー・ブロック             | Lou Brock        | セントルイス・カージナルス     |
| 1980年 | ジョージ・ブレット         | George Brett     | カンザスシティ・ロイヤルズ     |
| 1981年 | ジョニー・ベンチ           | Johnny Bench     | シンシナティ・レッズ           |
| 1982年 | アンドレ・ソーントン       | Andre Thornton   | クリーブランド・インディアンス |
| 1983年 | レイ・ナイト               | Ray Knight       | ヒューストン・アストロズ       |
| 1984年 | ドン・ロビンソン           | Don Robinson     | ピッツバーグ・パイレーツ       |
| 1985年 | リック・ラッシェル         | Rick Reuschel    | ピッツバーグ・パイレーツ       |
| 1986年 | デニス・レナード           | Dennis Leonard   | カンザスシティ・ロイヤルズ     |
| 1987年 | ポール・モリター           | Paul Molitor     | ミルウォーキー・ブルワーズ     |
| 1988年 | ロン・オースター           | Ron Oester       | シンシナティ・レッズ           |
| 1989年 | デーブ・ドラベッキー       | Dave Dravecky    | サンフランシスコ・ジャイアンツ |
| 1990年 | シド・ブリーム             | Sid Bream        | ピッツバーグ・パイレーツ       |
| 1991年 | ビル・ウェグマン           | Bill Wegman      | ミルウォーキー・ブルワーズ     |
| 1992年 | カーニー・ランスフォード   | Carney Lansford  | オークランド・アスレチックス   |
| 1993年 | ジョン・オルルド           | John Olerud      | トロント・ブルージェイズ       |
| 1994年 | アンドレ・ドーソン         | Andre Dawson     | ボストン・レッドソックス       |
| 1995年 | ジム・アボット             | Jim Abbott       | アナハイム・エンゼルス         |
| 1996年 | オマー・ビスケル           | Omar Vizquel     | クリーブランド・インディアンス |
| 1997年 | エリック・デービス         | Eric Davis       | ボルチモア・オリオールズ       |
| 1998年 | デビッド・コーン           | David Cone       | ニューヨーク・ヤンキース       |
| 1999年 | ショーン・ケイシー         | Sean Casey       | シンシナティ・レッズ           |
| 2000年 | ジェイソン・ジアンビ       | Jason Giambi     | オークランド・アスレチックス   |
| 2001年 | カート・シリング           | Curt Schilling   | アリゾナダイヤモンドバックス   |
| 2002年 | ティム・サーモン           | Tim Salmon       | アナハイム・エンゼルス         |
| 2003年 | ジェイミー・モイヤー       | Jamie Moyer      | シアトル・マリナーズ           |
| 2004年 | トレバー・ホフマン         | Trevor Hoffman   | サンディエゴ・パドレス         |
| 2005年 | クレイグ・ビジオ           | Craig Biggio     | ヒューストン・アストロズ       |
| 2006年 | マーク・ロレッタ           | Mark Loretta     | ボストン・レッドソックス       |
| 2007年 | マイク・スウィーニー       | Mike Sweeney     | カンザスシティ・ロイヤルズ     |
| 2008年 | ジョン・レスター           | Jon Lester       | ボストン・レッドソックス       |
| 2009年 | マーク・ティーエン         | Mark Teahen      | カンザスシティ・ロイヤルズ     |
| 2010年 | ティム・ハドソン           | Tim hudson       | アトランタ・ブレーブス         |
| 2011年 | ビリー・バトラー           | Billy Butler     | カンザスシティ・ロイヤルズ     |
| 2012年 | バリー・ジト               | Barry Zito       | サンフランシスコ・ジャイアンツ |
| 2013年 | ラウル・イバニェス         | Raúl Ibañez      | シアトル・マリナーズ           |
| 2014年 | アレックス・ゴードン       | Alex Gordon      | カンザスシティ・ロイヤルズ     |
| 2015年 | アダム・ウェインライト     | Adam Wainwright  | セントルイス・カージナルス     |
| 2016年 | ダスティン・マゴワン       | Dustin McGowan   | マイアミ・マーリンズ           |
| 2017年 | ジェイク・ディークマン     | Jake Diekman     | テキサス・レンジャーズ         |
| 2018年 | スティーブン・ピスコッティ | Stephen Piscotty | オークランド・アスレチックス   |
| 2019年 | ディー・ゴードン           | Dee Gordon       | シアトル・マリナーズ           |
| 2020年 | 受賞者なし                 | 受賞者なし       | 受賞者なし                     |
| 2021年 | 受賞者なし                 | 受賞者なし       | 受賞者なし                     |
| 2022年 | アンソニー・ファウチ       | Anthony Fauci    |                                |